# 안유자
안유자(安孺子, ? ~ 기원전 489년, 재위 기원전 489년)는 제나라의 제27대 후작이다. 이름은 도(荼)다.

## 사적
아버지 경공의 적자는 일찍 죽었고, 어머니 예희가 총애를 받았으나, 예희가 천하고 도는 어렸으므로 여러 대부들은 도가 후사가 될까 두려워 경공에게 나이 많고 어진 자로 태자를 삼기를 구했다. 그러나 경공은 이를 듣지 않았고, 경공 58년(기원전 490년)에 병이 들자 비로소 국혜자와 고소자에게 명하여 도를 태자로 삼고 여러 공자들을 쫓아내 내 땅으로 옮겼다. 경공이 죽자 도가 제후가 되니 곧 안유자다.
안유자 원년(기원전 489년), 진걸이 거짓으로 국혜자와 고소자를 섬기면서 국혜자, 고소자와 다른 대부들 사이를 이간질하였고, 6월에 진걸, 포목과 대부들이 공궁을 공격하자 국혜자와 고소자가 안유자를 도와 싸웠으나 져, 국하와 고장은 모두 실각했다. 진걸은 노나라로 망명한 공자 양생을 불러와 대부들과 함께 옹립하니 곧 제 도공이다. 도공은 호희를 시켜 안유자를 뇌 땅으로 보내고 안유자의 모친 육사와 따로 안치시켰다. 또 주모를 시켜 유자를 태(駘)로 옮기게 했는데, 주모가 도중에 유자를 죽여 수모순(殳冒淳)에 묻었다.

## 가정
- 제 경공 (아버지)
- ?
  - 제 도공 (형)
- 예희 (친어머니)
  - 안유자